# 석토리
석토리(영어: SEOKTORY, 본명: 신민석, 1990년 10월 23일 ~ )는 대한민국 가수(래퍼) 및 보디빌더이다.
대한보디빌딩협회 소속 15년 경력의 보디빌더 선수이다. 2020년 11월 10일 싱글 《Second Slump》 곡으로 데뷔했다. 작곡, 편곡보단 작사에만 집중하여 곡을 만드는 아티스트이다. 음악 장르는 랩/힙합(Hip-Hop)이며 지금까지 국내/해외에 발매된 앨범 곡 대부분이 싱잉 랩이다.

## 특이사항
- 초등학생 때부터 운동장에서 철봉에 매달리는 운동을 좋아했으며 활동량이 많은 편이라 고등학교 1학년 키 167cm 체중 47kg까지 빠져 친구들보다 마른 체형의 모습에 충격을 받아 곧바로 산속에 있는 헬스장에서 처음 보디빌딩을 시작하였다고 한다.
- 고등학교 1학년 겨울 방학때 파트타임으로 헬스트레이너 아르바이트를 한적이 있으며 고등학교 2학년 관장님의 권유로 첫 개인PT로 비만인 남자 중학생을 지도했다고 한다.
- 과거에는 유튜버, 틱톡, 인스타그램의 많은 패션 뷰티 인플루언서들이 소속하고 있는 '두호 컴퍼니(DOOHO COMPANY)' 공식 MCN 회사와 계약 후 1년간 활동했으며 현재는 소속사와 재계약을 하지 않은 상태라고 한다.

- 현재 취미인 음악 활동은 힙합 크루팀이나 레이블 소속사 없이 혼자서 음악 하는 지인들의 도움을 받으며 음원 발매와 여러 무대에서 공연 경험을 쌓고 있다고 한다.

- 2022년 하반기 석토리의 첫 번째 뮤직비디오가 발매될 예정이라며 개인 SNS에 언급을 했지만 워낙 예전부터 썰렁한 말장난과 함께 'Joke'라는 영어 단어로 농담을 즐겨 하는 보디빌더로 인식된 탓에 뮤비(M/V) 촬영 사실 여부와 발매일은 본인도 잘 모른다고 한다.

## 수상내역
- 2021 SBS Sports Mr. & Ms. Korea 일반부 보디빌딩 -35세 2위

- 2021 제4회 무령왕배 Mr.무령왕 보디빌딩&피트니스 선발대회 남자일반부 -80kg 1위
- 2021 제5회 경주시장배 보디빌딩 경주선발대회 남자 클래식 보디빌딩 -175cm 1위
- 2018 제2회 무령왕배 Mr.무령왕 보디빌딩&피트니스 대회 남자일반부 –80kg 1위
- 2018 제57회 경상남도 도민체육대회 보디빌딩 남자일반부 -85kg 2위
- 2017 제2회 순천시장배 머슬 & 피트니스 대회 남자일반부 -80kg 1위
- 2017 안동오픈보디빌딩대회 남자일반부 -80kg 1위
- 2017 전국 크리스챤 보디빌딩대회 남자일반부 -80kg 1위
- 2017 제56회 경남도민체육대회 보디빌딩 남자일반부 -75kg 1위
- 2017 Mr & Ms 경남선발대회 남자일반부 근육상
- 2017 Mr & Ms 경남선발대회 남자일반부 -75kg 1위
- 2017 제21회 Mr & Ms 창원선발대회 남자일반부 포즈상
- 2017 제21회 Mr & Ms 창원선발대회 남자일반부 -75kg 1위
- 2014 제1회 의정부시장배 보디빌딩대회 남자 그랑프리
- 2014 문화체육관광부 국민생활체육 전국보디빌딩대회 남자 그랑프리
- 2014 제25회 경상남도 생활체육대축전 보디빌딩 -25세 1위
- 2014 제53회 경상남도 도민체육대회 보디빌딩 남자일반부 -85kg 1위
- 2014 제18회 Mr 창원선발대회 남자일반부 -85kg 1위
- 2012 제23회 경상남도 생활체육대축전 보디빌딩 -25세 1위
- 2012 제16회 Mr 창원선발대회 남자일반부 -65kg 1위
- 2008 제21회 Mr 경남선발대회 학생부 -65kg 2위
- 2008 제12회 Mr 창원선발대회겸 제4회 협회장기 선발대회 고등부 -65kg 1위

## 방송
- 2021년 Mnet 《Show Me The Money 10》 - 1차 예선 탈락
- 2022년 Mnet 《Show Me The Money 11》 - 1차 예선 불참

## 디스코그래피

### EP
- [1][EP] Mother Bird (2022.04.11)

1. Morning Calm (Feat. unofficialboyy) - [서브 타이틀]
2. 나비효과
3. Mother Bird - [메인 타이틀]
4. Do It Better
5. Love Is So Painful - [서브 타이틀]
6. ZSZD (Feat. ONEN)

### 싱글
- Second Slump (2020.11.10)
- You Were Lovely (2021.01.12)
- REAL or JOKE (2021.10.23)
- Second Slump (Remake) (2021.11.10)
- Doping (2021.11.29)
- Yellow (2021.12.18)
- Take (2021.12.21)
- 어차피 혼자였지 (2022.01.20)
- 빌었지 (2022.02.15)
- 스며들어줘 (2022.02.28)
- Birds (2022.07.01)
- Shining Star (2022년 9월-10월 발매 예정) 확인 정보 - SNS (인스타그램)
- 한비(翰飛) (2022년 10월-11월 발매 예정) 확인 정보 - SNS (인스타그램)

## 공연
- GROUN_D 버스킹 공연 (2022)
- MUSA 김해 실내체육관 공연 (2022)